# 阿普尔顿美国传记百科全书
《阿普尔顿美国传记百科全书》（英語：Appletons' Cyclopædia of American Biography），或译《阿普尔顿美洲传记百科全书》，是美国出版的一部百科全书，共六卷。其收录的条目全是在新大陆历史上的重要人物传记。
《阿普尔顿美国传记百科全书》出版时间在1887年至1889年期间。在接下来的数十年时间里，它曾被广泛认可为权威书籍。然而后来，因为收录有许多并不存在的人物的传记而变得臭名昭著。
《阿普尔顿美国传记百科全书》中收录有超过两万名土著人和拥有美国国籍的人物，同时还收录有数千名在北美洲和南美洲其他国家的名人传记。这本百科全书的目的是收录所有新大陆历史上的重要人物。同时，也包含有大约一千名与新大陆历史有重大关联的外国人物。 